# رنه-ژان شوفار
رنه-ژان شوفار (فرانسوی: René-Jean Chauffard‎؛ ‏ ۲۴ اوت ۱۹۲۰ – ۳۰ اکتبر ۱۹۷۲) بازیگر اهل فرانسه بود.
از فیلم‌ها یا برنامه‌های تلویزیونی که وی در آن نقش داشته‌است می‌توان به کن‌کن فرانسوی و زیبایی‌های شب اشاره کرد.